# Сікоркі
Сікоркі (пол. Sikorki, нім. Zickerke) — село в Польщі, у гміні Новоґард Голеньовського повіту Західнопоморського воєводства.
Населення — 205 осіб (2011).
У 1975-1998 роках село належало до Щецинського воєводства.

## Демографія
Демографічна структура станом на 31 березня 2011 року:
|          | Загалом | Допрацездатний вік | Працездатний вік | Постпрацездатний вік |
| -------- | ------- | ------------------ | ---------------- | -------------------- |
| Чоловіки | 104     | 28                 | 72               | 4                    |
| Жінки    | 101     | 27                 | 58               | 16                   |
| Разом    | 205     | 55                 | 130              | 20                   |